# Parzinnspitze
Die Parzinnspitze ist ein 2613 m ü. A. hoher Felsgipfel in den Lechtaler Alpen im österreichischen Bundesland Tirol.

## Lage und Umgebung
Die Parzinnspitze liegt in der westlichen Umrandung des Parzinns, eines auf 2000 Metern Höhe gelegenen Hochkars in den zentralen Lechtaler Alpen. Die gesamte Umrandung des Parzinns besteht im Westen aus den Plattigspitzen (2558 m) und der Kogelseespitze (2647 m), die über das Gufelseejoch (2281 m) mit der weiter südlich gelegenen Parzinnspitze (2613 m) verbunden ist. Die Umrandung setzt sich nach Südosten fort mit der Schneekarlespitze (2641 m), der den südlichen Abschluss des Parzinns bildenden Dremelspitze und den nach Osten abschließenden Schlenkerspitzen (2827 m). 
Unmittelbar südlich der Parzinnspitze befinden sich die beiden Parzinntürme und die Steinkarspitze (2650 m), die das westlich der Parzinnspitze gelegene Steinkar umranden. 
In der unmittelbaren Umgebung der Parzinnspitze befinden sich drei Seen, darunter die beiden Parzinnseen und der Gufelsee. Dieser liegt zwischen Parzinnspitze und Kogelseespitze unmittelbar westlich des Gufelseejochs.

## Besteigung
Ausgangspunkt für die Besteigung des Gipfels ist die Parzinnscharte (2504 m) zwischen der Parzinnspitze und den südlich von ihr gelegenen Parzinntürmen. Die Schwierigkeit liegt im II. Grad (UIAA) und setzt somit neben Schwindelfreiheit und Trittsicherheit auch eine gewisse Kletterfertigkeit voraus.
Zur Parzinnscharte gelangt man am einfachsten von Norden, vom Gufelseejoch her. Dieses wiederum ist sowohl von Westen (von Gramais aus über den Branntweinboden) als auch von Osten (von der Hanauer Hütte über die Parzinnalm) zu erreichen.

## Bilder

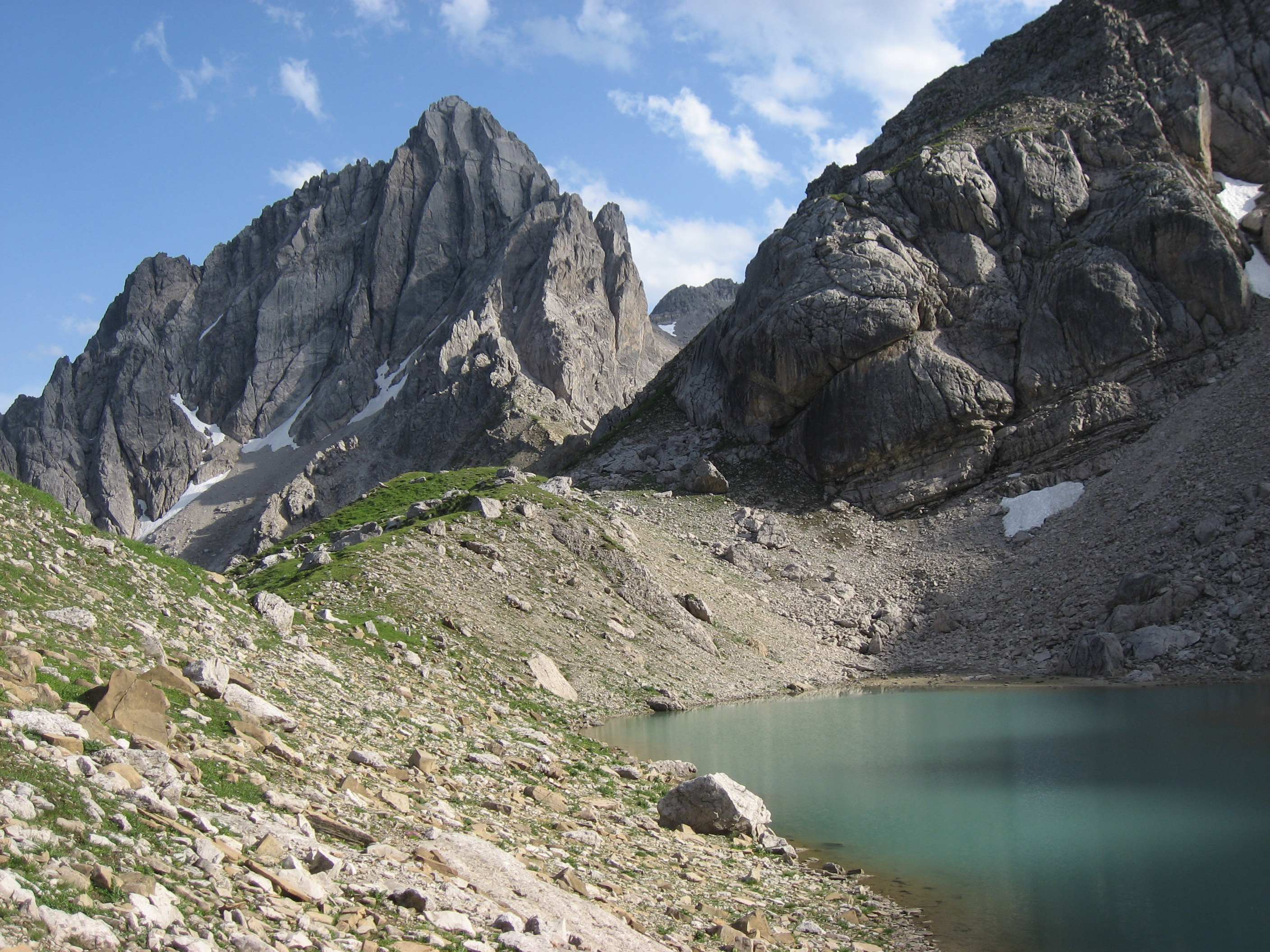
Blick vom Parzinnsee (rechts angeschnitten) nach Süden zur Parzinnspitze (linke Bildhälfte)